# Give&Give
Give&Give（ギブアンドギブ）は、株式会社ディアステージに所属する日本の女性アイドルユニットである。
株式会社アプリボットとの協同プロジェクト。愛称は「ギブギブ」。

## 概要
ゼロから日本発の「グローバルで戦えるアイドル」を目指すガールズグループとしてオーディションに合格した杏香・佳奈・結花の3人によって結成。Glover（グラバー）と呼ばれるサポータークラブの人数が10000人集まると正式デビューし、MV・衣装への投資や作品の世界進出をする事が出来る。
2022年2月28日を以って無期限活動休止。

## 略歴

### 2021年
2月
- 21日 - グループが結成されYouTubeチャンネル「Give&Give Official」が開設された。
- 24日 - 「Give Give Mission」が開始[1]。

3月
- 13日 - 「The beginning of the story」のミュージックビデオが公開[2]。

4月
- 14日 - サポータークラブ「Glover」が開設された。

5月
- 23日 - 6月末までにInstagramのフォロワー1万人達成を目標としたカバーダンス動画投稿ミッションを開始[3]。
- 25日 - 1st「Going Your Way」のティザー映像が公開[4]。
- 29日 - 1st「Going Your Way」のミュージックビデオが公開[5]。

6月
- 30日 - カバーダンス動画投稿ミッションが終了[6]。

7月
- 10日 - 12月26日にGive&Giveとして初の単独コンサートを渋谷ストリームにて開催する事が決定（詳細は秋頃発表）[7]。
- 28日 - 8月22日にプレデビュー半年を記念したハーフアニバーサリーショーケースをYouTube Liveにて無料配信する事が発表された[8]。

8月
- 15日 - ハーフアニバーサリーショーケースのティザー映像が公開され、オンラインライブのタイトルが"Surpriiise!"に決定[9]。
- 22日 - ハーフアニバーサリーショーケース"Supriiise!"が午後19時からYouTube  Liveにて無料配信[10]。

9月
- 1日 - "Supriiise!"で先行被露した「Baby Girl」のライブパフォーマンスビデオが公開[11]。

10月
- 27日 - 2nd「Power Stone」のティザー映像が公開[12]。
- 29日 - 2nd「Power  Stone」のミュージックビデオが公開[13]。
- 31日 - 1stコンサートのタイトルが"SHARE&"に決定[14]。

12月
- 7日 - 「Stay Gold」のダンスパフォーマンス映像が公開[15]。
- 26日 - 1stコンサート"SHARE&"が渋谷ストリームにて開催[16]。

### 2022年
1月
- 30日 - 3月31日までにGlover数1000人達成が困難になった事から2月28日を以って『無期限活動休止』と発表（但し正式発表上は個人活動を経た先に活動を再開する可能性があるため『解散』では無く『無期限活動休止』としている）。杏香・結花は個人活動と並行してオーディションに参加するなどアイドルグループでデビューするチャンスを探し、佳奈はアイドル以外の夢に向かって進むと報告された[17]。

2月
- 26日～28日 - グループ結成1周年を記念したメモリアルオンラインライブイベント"Hello!"を開催予定[18]。
- 28日 - この日を以って無期限活動休止。

## Give Give Mission

### 第1章「仲間あつめ」
世界を魅了出来るパフォーマンスをする為に技術力を磨き、Gloverと協力して8人グループを完成させ正式デビューを目指す。但し、活動自体が魅力的で無くて特定の期限までに一定数のGloverを集められなければ計画は失敗し、解散となる。
| メンバー枠の開放   | メンバー枠の開放 | メンバー枠の開放 | メンバー枠の開放 | メンバー枠の開放 | メンバー枠の開放     |
| ------------------ | ---------------- | ---------------- | ---------------- | ---------------- | -------------------- |
| Glover数           | 1000人           | 3000人           | 5000人           | 7000人           | 10000人              |
| 各人数達成後の講成 | 4人              | 5人              | 6人              | 7人              | 8人 （正式デビュー） |

| 継続基準 | 継続基準                | 継続基準                | 継続基準                |
| -------- | ----------------------- | ----------------------- | ----------------------- |
| 活動期限 | 2022年3月末乞 （1年間） | 2023年3月末乞 （2年間） | 2024年3月末乞 （3年間） |
| GIover数 | 1000人以上              | 3000人以上              | 5000人以上 （存続確定） |

#### Glover数推移
| No.  | 公開日        | 現人数      | 増減  | 追加メンバー合流に必要な人数 | 備考   |
| ---- | ------------- | ----------- | ----- | ---------------------------- | ------ |
| #2-4 | 2021年4月24日 | 70/10000人  | +70人 | 930/1000人                   | 初公開 |
| #2-5 | 2021年5月7日  | 104/10000人 | +34人 | 896/1000人                   |        |
| #2-6 | 2021年5月21日 | 110/10000人 | +6人  | 890/1000人                   |        |
| #3   | 2021年5月23日 | 111/10000人 | +1人  | 889/1000人                   |        |
| #2-7 | 2021年6月11日 | 118/10000人 | +7人  | 882/1000人                   |        |
| #3-2 | 2021年7月8日  | 142/10000人 | +44人 | 858/1000人                   |        |

## メンバー
| 名前                | 本名                                   | 出身地 | 誕生日         | 備考 |
| ------------------- | -------------------------------------- | ------ | -------------- | --- |
| 杏香 きょうか Kyoka | 谷屋杏香 たにやきょうか Taniya Kyoka   | 静岡県 | 1998年8月27日  | #ME*（タグミーウィンク）の元メンバー。 小学時代からダンスを習っており、高校時代には東京のダンス専門高校に在学していた。 国立代々木競技場で開催されたコンサートでのサポートダンサー経験がある。 2020年、JYPエンターテインメント主催のオーディション番組Nizi Projectに参加し地域予選通過、東京合宿進出者26名に選抜。 2024年、ABEMAとアソビシステムが主催するオーディション番組「Dark Idol」に参加し、2025年4月にToi Toi Toiとしてデビューした。 |
| 佳奈 かな Kana      | 橋詰佳奈 はしづめかな Hashizume Kana   | 岐阜県 | 2000年12月6日  | 韓国の芸能事務所での練習生経験がある。 FC岐阜GGG(トリプルジー)一期生として活動経験がある。 |
| 結花 ゆいか Yuika   | 尾林結花 おばやしゆいか Obayashi Yuika | 愛知県 | 2001年10月22日 | 過去にダンスを習っており、地元のステージや発表会でのパフォーマンス経験がある。 現在は、虹のコンキスタドールのメンバーとして活動している。 |

## 出演

### ウェブテレビ
- 矢口真里の火曜The NIGHT（2021年10月6日[24]、ABEMA）